# Kraton (Indonesia)

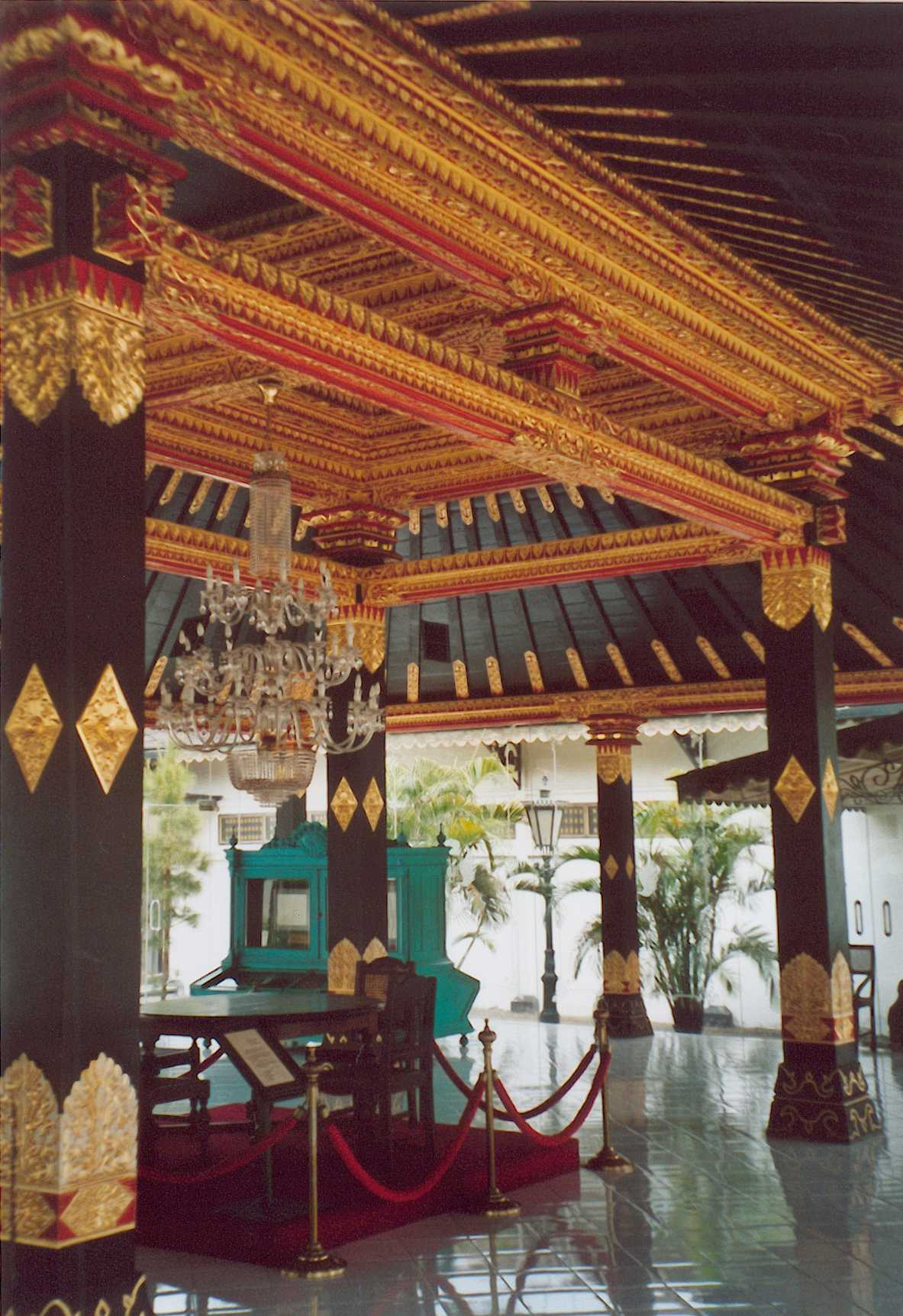
Pendopo (pabellón) en Kraton Yogyakarta

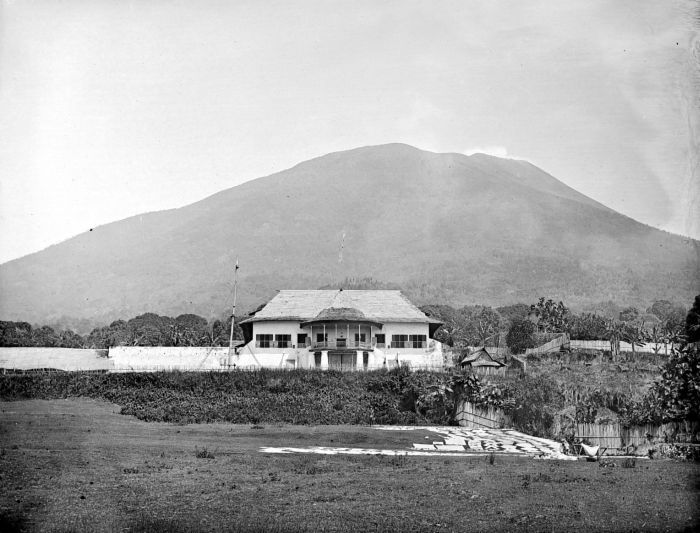
Kraton Del Sultán de Ternate

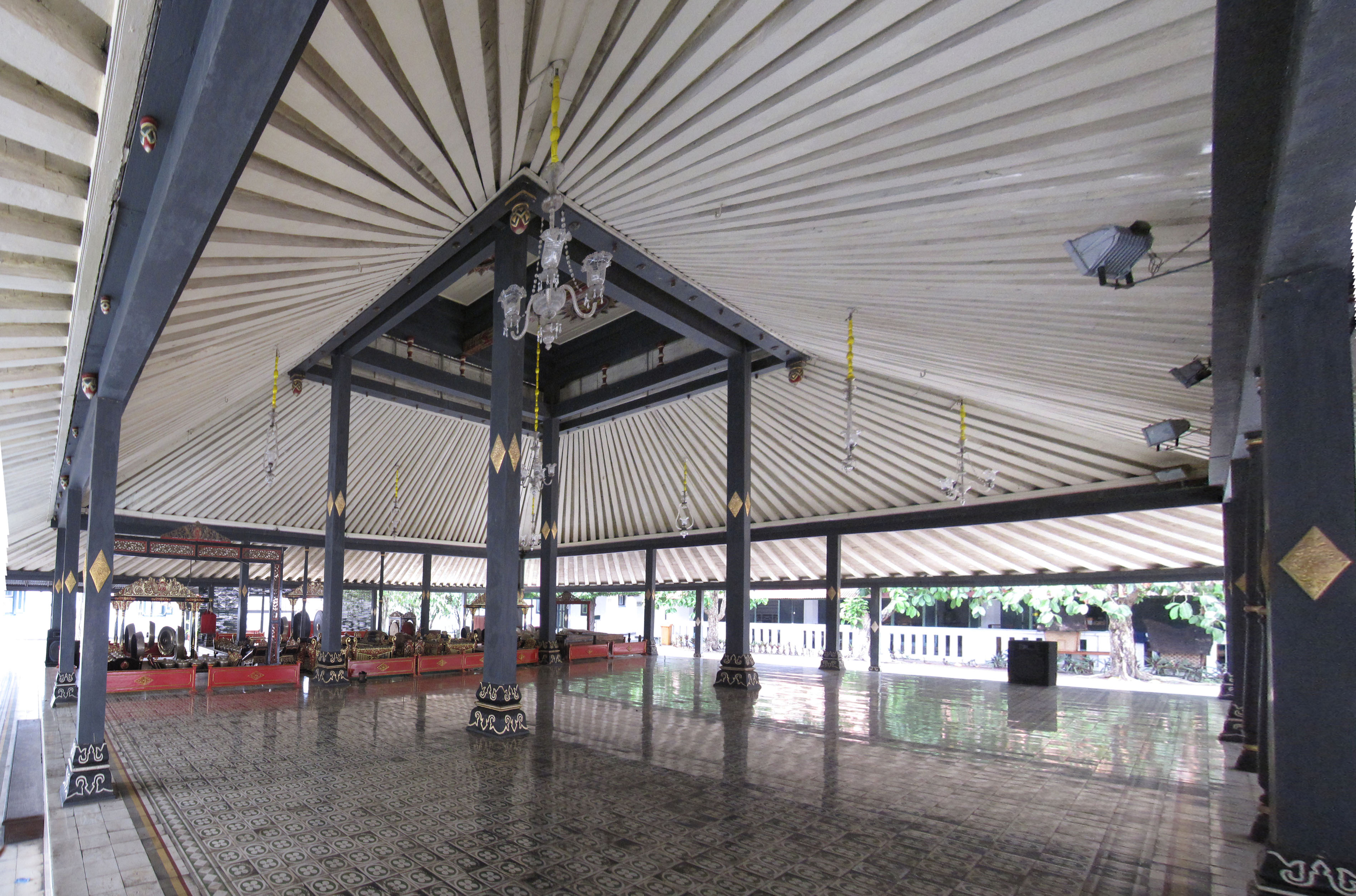
Pendopo (pabellón) en Kraton Yogyakarta

Kraton o Keraton es la palabra javanesa para un Palacio Real. Su nombre deriva de ka-ratu-an, que significa «la residencia de ratu». Ratu es el tradicional título honorífico para referirse al «gobernante» (rey o reina). En Java, el palacio de un príncipe se llama puro o dalem. La palabra general para designar un palacio es istana, como también en indonesio y malayo. Estos palacios fueron diseñados no solo para albergar a gente de la nobleza, sino también como puntos focales para el reino del respectivo sultán del periodo.
Hoy en día, las tradiciones de los keraton se mantienen. El palacio de Yogyakarta continúa siendo usado como la residencia del sultán, así como también para otras actividades ceremoniales y culturales de la corte. En las tardes, después de que termine el periodo de visitas, mujeres vestidas tradicionalmente proceden a espolvorear agua y flores en los pilares del palacio, a su vez, encienden incienso para «purificar» el kraton de espíritus malignos.

## Palacios concretos

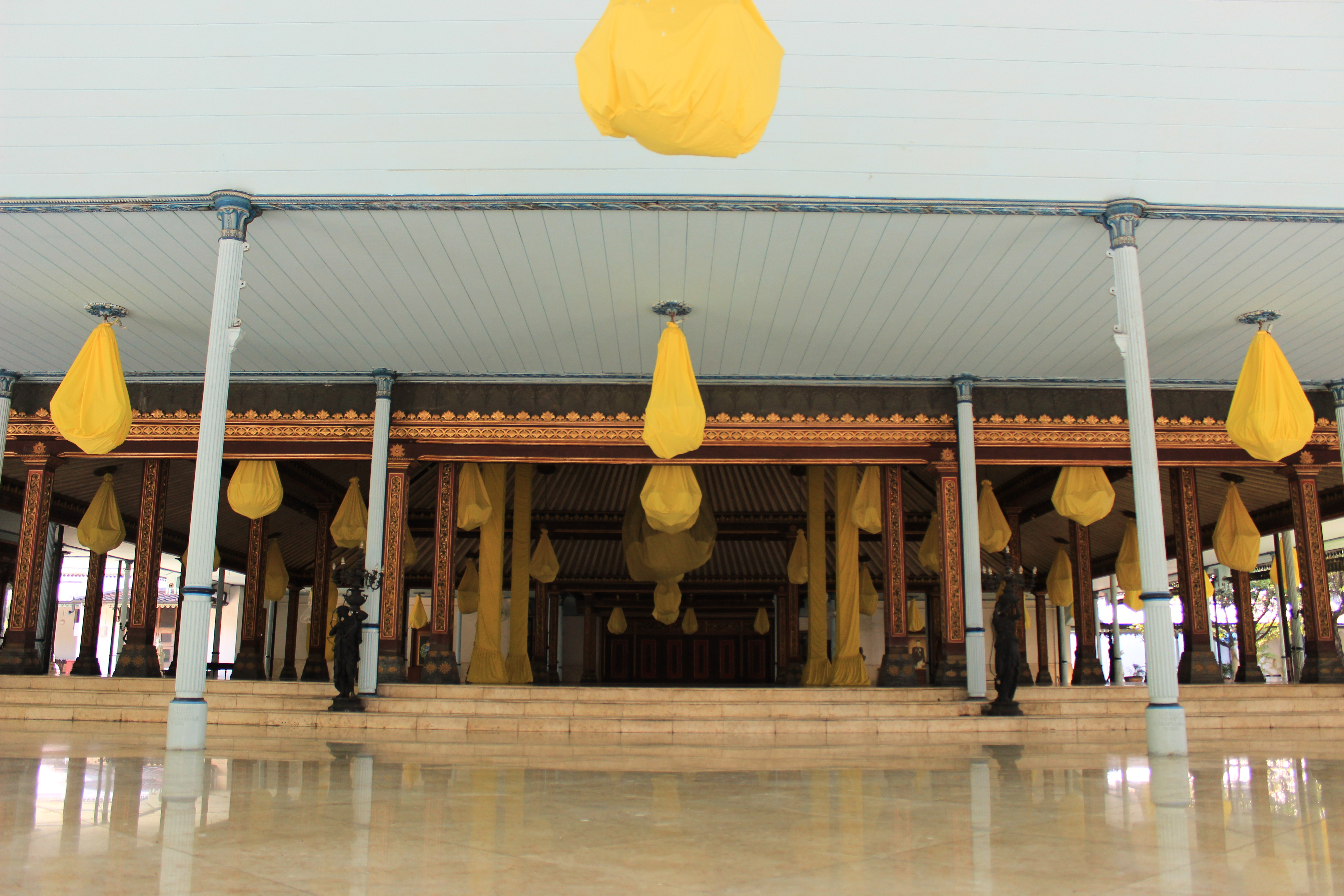
Pendopo (Pabellón) en Kraton Surakarta.

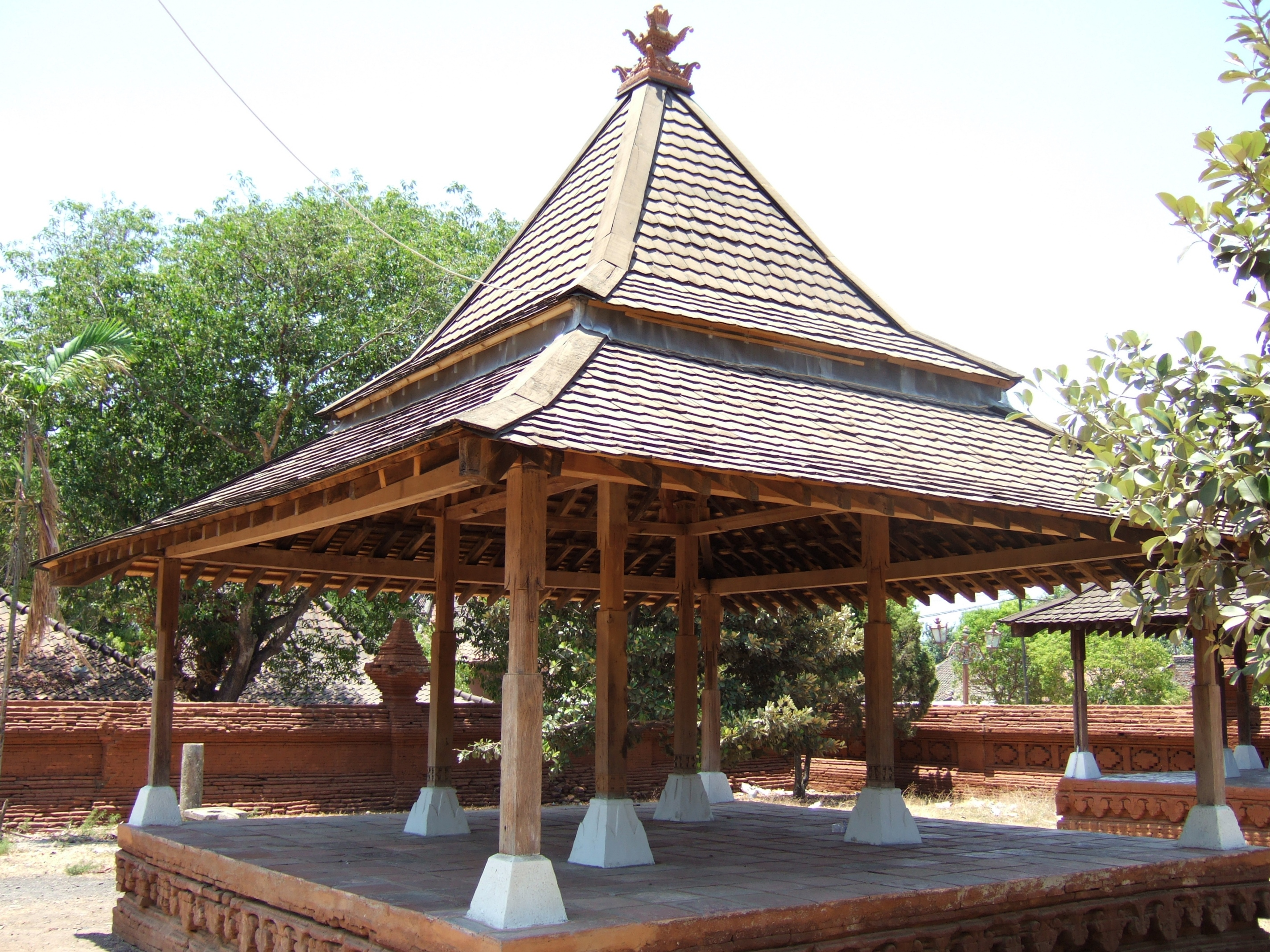
Pendopo (Pabellón) en Kraton Kasepuhan.

Keraton que funcionan como la residencia de una familia real incluyen:
Región de Yogyakarta (Jogja)
- Kraton Ngayogyakarta Hadiningrat (Palacio del Sultán Hamengkubuwono).
- Puro Pakualaman (Palacio de Adipati Pakualam).

Región de Surakarta (Solo)
- Kraton Surakarta Hadiningrat (Palacio de Susuhunan Pakubuwono).
- Puro Mangkunegaran (Palacio de Adipati Mangkunegara).

Área de Cirebon
- Kraton Kasepuhan (Palacio del Sultán Sepuh).
- Kraton Kanoman (Palacio del Sultán Anom).
- Kraton Kacirebonan (Palacio del Sultán Carbono).

## Palacios históricos
Las ubicaciones de kratons pasados han sido determinadas por registros históricos o hallazgos arqueológicos. Kratons anteriores incluyen:
- Kraton Ratu Boko, al este de Yogyakarta en el área de Prambanan.[2] Las fechas de estructura datan del siglo IX, y se piensa que pertenece a la dinastía Sailendra o reino Mataram, los habitantes locales nombraron este sitio a partir del Rey Boko, el soberano legendario en folclor Loro Jongrang.[3]
- Kraton de Majapahit en Trowulan, Mojokerto, la capital del anterior imperio Majapahit. Sitios como Pendopo Agung Majapahit se creen que son remanentes del Kraton de Majapahit.[4]

En la región de Bantén se encuentran restos de los palacios del Sultanato de Bantén:
- Kraton Surosowan, Banten, palacio real anterior del Sultanato de Banten.[5]
- Kraton Kaibon, el palacio anterior de la reina madre.[6]

En las regiones de Surakarta y Yogyakarta, se hallan los restos de los palacios del Sultanato de Mataram:
- En Kota Gede, se encuentran restos de un palacio del siglo XVI.
- En Karta Y Plered,  hay restos de palacios del siglo XVII.
- En Kraton Kartasura en las afueras de Surakarta, se presencian los restos del palacio y partes de la pared de la ciudad, también datados de siglo XVII.

## Uso metonímico
El término kraton, 'palacio', es también utilizado como manera de referirse a la corte real que aquel alberga.
Este es especialmente el caso para estados indonesios nativos donde la sucesión se disputa, dando asunto a dos o más ramas de la dinastía, o incluso dinastías rivales, cada una instalando una corte alternativa, mientras compiten por el mismo estado, pero generalmente solo controlando parte de él.
Un ejemplo es el estado de Cirebon, que se encuentra al oeste de Java, fue fundado en 1478 y a partir de 1662 estuvo gobernado desde tres Kraton:
- Kraton Kasepuhan
- Kraton Kanoman
- Kraton Kacirebonan, todos de estilo Sultán.